# Дастін (Оклахома)
Дастін (англ. Dustin) — місто (англ. town) в США, в окрузі Г'юз штату Оклахома. Населення — 327 осіб (2020).

## Географія
Дастін розташований за координатами 35°16′16″ пн. ш. 96°1′55″ зх. д. / 35.27111° пн. ш. 96.03194° зх. д. (35.271238, -96.031839).  За даними Бюро перепису населення США в 2010 році місто мало площу 1,55 км², з яких 1,53 км² — суходіл та 0,02 км² — водойми.

## Демографія
Згідно з переписом 2010 року, у місті мешкало 395 осіб у 140 домогосподарствах у складі 98 родин. Густота населення становила 255 осіб/км².  Було 171 помешкання (110/км²).
Расовий склад населення:
| - 47,8 % — білих - 37,7 % — корінних американців - 0,8 % — чорних або афроамериканців |

До двох чи більше рас належало 13,7 %. Частка іспаномовних становила 2,3 % від усіх жителів.
За віковим діапазоном населення розподілялося таким чином: 25,8 % — особи молодші 18 років, 58,0 % — особи у віці 18—64 років, 16,2 % — особи у віці 65 років та старші. Медіана віку мешканця становила 36,4 року. На 100 осіб жіночої статі у місті припадало 88,1 чоловіків;  на 100 жінок у віці від 18 років та старших — 89,0 чоловіків також старших 18 років.
Середній дохід на одне домашнє господарство  становив 32 778 доларів США (медіана — 21 932), а середній дохід на одну сім'ю — 33 344 долари (медіана — 24 375). Медіана доходів становила 24 250 доларів для чоловіків та 21 250 доларів для жінок. За межею бідності перебувало 40,0 % осіб, у тому числі 59,7 % дітей у віці до 18 років та 23,3 % осіб у віці 65 років та старших.
Цивільне працевлаштоване населення становило 81 осіб. Основні галузі зайнятості: освіта, охорона здоров'я та соціальна допомога — 37,0 %, публічна адміністрація — 16,0 %, роздрібна торгівля — 13,6 %.